# Мичурин, Василий Константинович
Василий Константинович Мичурин (30.01.1918, д. Тагна, Иркутская губерния, ныне в Заларинском районе Иркутской области России — 1989) — советский физик, музыкант, преподаватель высшей школы, организатор науки, легкоатлет. Доцент Физико-математического факультета, руководитель и дирижёр оркестра народных инструментов Ярославского педагогического института. Один из инициаторов создания Ярославского планетария.. Участник Великой Отечественной войны, капитан. Был чемпионом Ярославской области по прыжкам в высоту.

## Биография
Родился в январе 1918 года в Иркутской губернии.
Окончил Физико-математический факультет Ярославского педагогического института в 1940 году, поступил в аспирантуру.
Призван в июле 1941 года Сталинским РВК, в Сталинском районе г. Ярославль Ярославская области. Начинал как красноармеец; ушёл в запас как капитан. Служил воинской части 212 армейский запасной стрелковый полк 28 стрелковая бригада. Выбыл из воинской части: между 06.10.1942 и 11.10.1942
Был ранен и обморожен в боях под Москвой. После этого, так как окончил в детстве музыкальную школу, служил в Армейском ансамбле красноармейской эстрады, играл на струнных инструментах.
После войны продолжил обучение в аспирантуре на кафедре теоретической физики Ярославского педагогического института, которую окончил в 1949 году. В 1951 году защитил диссертацию «Рассеяние звука на флуктуациях» под руководством профессора Л. А. Чернова. Преподавал на физико-математическом факультете до 1980 года. Заведовал кафедрами общей физики (1951—1955, 1960—1964), теоретической физики (1966—1967, 1971—1976), а также организованной им кафедрой основ производства (1957). Участвовал в разработке программы по общей физике для физико-математических факультетов педагогических институтов. Способствовал созданию лабораторий и кабинетов, разработке учебных планов и программ, активизации методов преподавания. Несколько лет был членом учёной комиссии при Министерстве просвещения РСФСР, председателем Ярославского отделения Всесоюзного астрономо-геодезического общества.
С 1950 года играл в оркестре народных инструментов Ярославского педагогического института, позднее стал его художественным руководителем и главным дирижёром. Оркестр приобрёл известность не только в городе, но и в стране; получил звание лучшего коллектива художественной самодеятельности профсоюзов, победил всесоюзный конкурс-радиофестиваля, в 1957 году стал лауреатом Всемирного фестиваля молодёжи и в Москве, за большой вклад в дело эстетического воспитания молодёжи и высокий исполнительский уровень удостоен звания народного коллектива. Много времени Мичурин уделял институтскому хору. Заслуженный работник культуры РСФСР, почётный член Всероссийского хорового общества, лауреат всесоюзных и всероссийских конкурсов.
Умер в 1989 году.

## Труды
- Мичурин В. К. Программы педагогических институтов. Общая физика. — М.: Просвещение, 1968.

## Награды
- Орден Отечественной войны I степени (1985)[5]
- Медаль «За боевые заслуги» (1945)[1]
- Медаль «За оборону Москвы» (1944)[1]
- Медаль «За победу над Германией в Великой Отечественной войне 1941—1945 гг.» (1945)[1]